# José de Santiago Concha Jiménez Lobatón
Joseph María de Santiago Concha y Jiménez de Lobatón (1760-1835) fue un juez criollo residente en Chile. De abril a diciembre de 1801 gobernó temporalmente la Capitanía General de Chile.

## Biografía
Fue hijo de Melchor de Santiago Concha y Errazquin y nieto de José de Santiago Concha, primer marqués de Casa Concha y Gobernador del Reino de Chile entre 1716 y 1717. 
En 1795 fue nombrado juez (Oidor) de la Real Audiencia de Chile, la Corte Suprema de la Colonia. En este cargo, asumió el cargo de gobernador en abril cuando Joaquín del Pino Sánchez de Rojas fue llamado a Buenos Aires. En diciembre de 1801 entregó el cargo a su colega juez Francisco Tadeo Díez de Medina durante unas semanas antes de que el sucesor Luis Muñoz de Guzmán, quien había sido designado por el rey Carlos IV, llegara a Santiago a fines de enero de 1802 y pudiera hacerse del cargo. 
Al igual que los otros jueces de la Real Audiencia, Jiménez fue depuesto en abril de 1811 por la junta de gobierno de Juan Martínez de Rozas. 
Cuando los españoles recuperaron el control de Chile durante la Guerra de Independencia después de la Batalla de Rancagua, Jiménez también volvió a juzgar en la Real Audiencia. Duró hasta 1818, cuando el movimiento de independencia volvió a tomar el poder (y esta vez definitivamente).